# Балка Кравецкая
Балка Кравецкая  — геологический памятник природы общегосударственного значения. Находится в Краматорском районе Донецкой области на восточной окраине села Иванополье. Статус памятника природы присвоен распоряжением Совета Министров УССР № 780-р от 14 октября 1975 года. Площадь — 15 га.
Представляет собой обнажение араукаритовой свиты верхнекаменноугольных отложений с разрывными нарушениями, которые чётко видны на поверхности.
Обнажение в виде мелко раздробленных частиц араукарий, которые смешаны с песчаником. Раздробление окаменевших стволов деревьев произошло в результате бурных тектонических процессов, водной и воздушной эрозии. Горные породы образовали складчатое горное сооружение, их смещение ярко выражено. Явление довольно редкое, особенно в Донецком угольном бассейне.
В балке мягкие крупнозернистые песчаники были смяты и вытеснены серыми и серо-зелёными мелкозернистыми песчаниками, в результате чего складки мягких крупнозернистых песчаников находятся почти в вертикальном положении.
Балка с правой стороны впадает в Кривой Торец. Недалеко от места впадения балка разделена на две части. Одна часть балки идёт в направлении северо-запада, вторая часть балки идёт в направлении северо-востока.
Название балки по версии местных жителей происходит от фамилии каменотёса Кравца, который жил здесь, на склоне балки, и добывал здесь же камень.